# Telecomunicaciones en el Sahara Occidental
Las telecomunicaciones en el Sáhara Occidental incluyen radio, televisión, teléfonos fijos y móviles, e Internet.
Debido al estatus político del Sahara Occidental la información estadística sobre este sector económico es ofrecida por Marruecos en relación con las provincias meridionales.

## Telecomunicaciones

### Radio
- La Sociedad Nacional de Radiodifusión y de Televisión, emisora estatal marroquí, tiene un servicio de radio desde El Aaiún (2008);

- Hay emisoras de radio de onda media (AM) y de onda corta respaldadas por el Polisario (2008);[3]

- Las estaciones de radioafición no oficiales operan ocasionalmente desde el territorio del Polisario. Los operadores utilizan indicativos con el prefijo "S0"; un identificador informal que no ha sido emitido por la Unión Internacional de Telecomunicaciones.[4]

- Radios: 56.000 (1997).

### Televisión
- Cadenas de televisión: La SNRT, emisora estatal marroquí, explota un servicio de televisión que se retransmite en el territorio (2008) El territorio, propiedad del Polisario, explota un servicio de televisión mejor conocido con el nombre de RASD TV.[3]

- Televisores: 6.000 (1997).

### Teléfonos
- Código de llamada: +212[3]

- Prefijo para llamadas internacionales: 00

- Líneas principales: unas 2.000 líneas en uso (estimación de 1999).

- Celular móvil: Desconocido.

- Sistema telefónico: sistema escaso y limitado; unido al sistema de Marruecos por radioenlace de microondas, dispersión troposférica y satélite (2008).[3]

- Estaciones terrestres por satélite: 2 Intelsat (Océano Atlántico) conectadas a Rabat, Marruecos (2008).[3]

### Internet
- Dominio de nivel superior: ninguno, al ser un territorio en disputa no se asigna ningún dominio de nivel superior de código de país (ccTLD), sin embargo, el .eh está reservado para este fin, y se asignará si los demandantes que compiten llegan a un acuerdo.

- Usuarios de Internet: desconocidos (2012).[5]

- Banda ancha fija: desconocida (2012).[6]

- Banda ancha inalámbrica: desconocida (2012).[7]

- Host de Internet: no hay hosts asociados explícitamente al Sáhara Occidental (2012).

- IPv4: no hay direcciones asignadas (2012).[8]

- Proveedores de servicios de Internet: Ninguna

## Censura y vigilancia en Internet
No hay indicios de que el acceso a Internet en el territorio difiera del que existe en el Marruecos reconocido internacionalmente, que en general es abierto. La Iniciativa OpenNet  catalogó en agosto de 2009 a Marruecos como un país con un filtrado selectivo de Internet en las áreas social, de conflicto/seguridad y de herramientas de Internet, y con poca o ninguna evidencia de filtrado en el área política. Freedom House catalogó el "estado de libertad de Internet" de Marruecos como "parcialmente libre" en su informe Libertad en la Red de 2013.
Marruecos considera que la parte del territorio que administra es un componente integral del reino con las mismas leyes y estructuras en cuanto a libertades civiles, políticas y económicas. La ley marroquí prohíbe a los ciudadanos criticar al Islam o a la institución de la monarquía u oponerse a la posición oficial del gobierno respecto a la integridad territorial y al Sáhara Occidental. Los medios de comunicación y los blogueros saharauis practican la autocensura en estas cuestiones, y no hay informes de que el gobierno haya tomado medidas contra ellos por lo que escriben. Los blogueros de derechos humanos y saharauis afiliados a grupos políticos de izquierda asumen que las autoridades vigilan de cerca sus actividades y sienten la necesidad de ocultar sus identidades.